# Pietro Valpreda
Pietro Valpreda (Milano, 29 settembre 1932 – Milano, 6 luglio 2002) è stato un anarchico, scrittore, poeta e ballerino italiano, noto per il suo coinvolgimento nel procedimento giudiziario per la strage di piazza Fontana, dal quale uscì poi assolto.

## Biografia
Compie il servizio militare a Gorizia nel secondo battaglione del 114º fanteria "Mantova". In seguito venne riportato che si addestrasse in particolare come "guastatore", cioè esperto di esplosivi e mine, ma ciò è un falso della magistratura inquirente e della polizia in uno dei numerosi tentativi per incastrarlo e nascondere la verità sulla strage della Banca dell'Agricoltura di Milano.
In realtà le sue incombenze militari non riguardavano esplosivi: era in un plotone pionieri al comando del tenente Cicero e frequentò il corso informatori e non quello di specializzazione sugli esplosivi, che non maneggiò mai. Pietro Valpreda lavora inizialmente come artigiano, ma presto la passione per la danza prende il sopravvento, e lavora come ballerino nella famosa Compagnia Italiana di Operette. Lavora anche assieme a Carla Fracci e in Canzonissima.

### L'attivismo anarchico
Simpatizzante dell'anarco-individualismo, nel 1969 si trasferì a Roma dove frequentò il circolo Bakunin e dove poi fondò con alcuni amici il Circolo anarchico 22 marzo, che si segnalerà anche per screzi con altri circoli, più moderati.

### Coinvolgimento nel processo per la Strage di Piazza Fontana
Nei giorni successivi alla Strage di piazza Fontana fu additato, con Giuseppe Pinelli (ucciso, essendo precipitato dalla finestra della Questura), come colpevole in base alla testimonianza del tassista Cornelio Rolandi, successivamente scomparso per disturbi cardiaci, che dichiarò di avere portato col suo taxi in quella piazza un uomo molto somigliante al Valpreda. Lì Valpreda sarebbe sceso con una valigetta e sarebbe tornato sul taxi senza di essa. Furono arrestati anche altri cinque aderenti al Circolo anarchico 22 marzo. Valpreda fu accusato e arrestato insieme all'ex estremista di destra, poi avvicinatosi agli anarchici, Mario Merlino e ad altri militanti dello stesso Circolo 22 marzo. L'alibi di Valpreda - era a casa di una prozia, poiché ammalato - non viene creduto.

#### La campagna di criminalizzazione mediatica
Valpreda subì un forte linciaggio mediatico dai giornali (spesso riportando le parole di Rolandi, «è lui!»), che lo presentarono come «il mostro di piazza Fontana», epiteto apparso sul giornale del PCI l'Unità, che lo descrisse come «un personaggio ambiguo e sconcertante dal passato oscuro, forse manovrato da qualcuno a proprio piacimento»; sull'Avanti! del PSI venne descritto come esponente di un gruppo anarco-fascista, un «individuo morso dall'odio viscerale e fascistico per ogni forma di democrazia», il giornalista Bruno Vespa, in diretta dal TG1, lo presentò come il «vero» e sicuro colpevole, per Mario Cervi, che fa ricorso anche a stereotipi lombrosiani, «il crimine ha oramai una fisionomia precisa: il criminale ha un volto [...] la sua salute è insidiata da un'infermità grave, il morbo di Buerger. La menomazione che lo impedisce, lui ballerino, nelle gambe, potrebbe avere contribuito a scatenare una forsennata e irrazionale avversione per l'umanità intera».

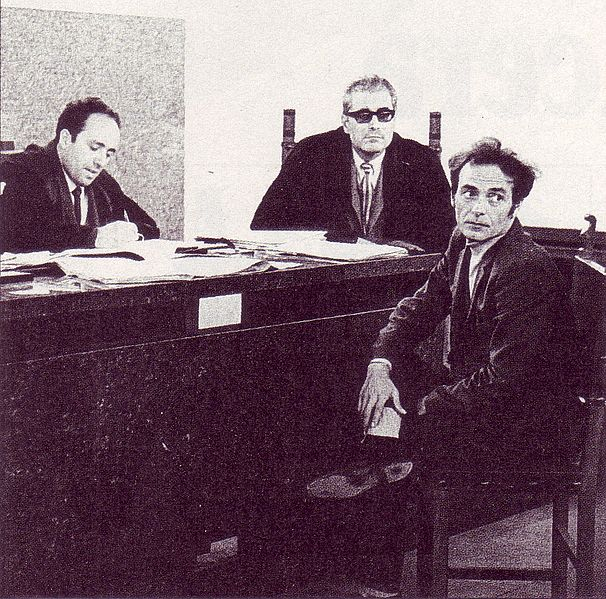
Pietro Valpreda durante un'udienza per la strage di piazza Fontana.

Per il Secolo d'Italia, quotidiano del MSI, Valpreda è «una belva oscena e ripugnante, penetrata fino al midollo dalla lue comunista»; per Il Messaggero «una belva umana mascherata da comparsa da quattro soldi»; su La Nazione «un mostro disumano»; per l'organo del PSU, Umanità, è «uno che odiava la borghesia al punto da gettare rettili nei teatri per terrorizzare gli spettatori»; su Il Tempo diviene «un pazzo sanguinario senza nessuno alle spalle».
A quell'epoca alcuni anarchici milanesi del Ponte della Ghisolfa erano venuti a conoscenza del verbale d'interrogatorio di un loro compagno accusato delle bombe del 25 aprile 1969. Tra le varie domande vi era: «È vero, come ci ha detto Valpreda, che una volta gli hai chiesto degli esplosivi?». Solo in seguito si chiarì l'equivoco: il verbale si riferiva all'interrogatorio di A.D.E., e vi compariva la frase: «Valpreda una volta mi disse che X gli aveva chiesto se conosceva il modo di procurarsi degli esplosivi». La dichiarazione di A.D.E., personaggio ambiguo secondo gli anarchici, venne attribuita dagli inquirenti, nel corso delle contestazioni mosse da X, a Valpreda stesso, e iscritta a verbale, facendo nascere sul conto di Valpreda una "voce" che, mai efficacemente smentita, generò equivoci anche tra i militanti di sinistra. Alcuni rimasero a lungo convinti che egli fu "manovrato" dall'apparato statale, e fosse davvero l'esecutore materiale della strage di Piazza Fontana.
Solo altri anarchici (tranne alcuni che non si fidavano di lui), come la redazione di Umanità Nova, e Lotta Continua lo difesero, nell'ambito della vicenda Pinelli, attaccando invece il questore Marcello Guida e il commissario Luigi Calabresi.
Saluti e anarchia.»
(Lettera di Pietro Valpreda del 14 aprile 1970.)

#### Le indagini sull'infiltrazione neofascista nei circoli anarchici
Si disse che nei circoli anarchici si erano infiltrati ex militanti di estrema destra, come Merlino stesso e Antonio Sottosanti, detto "Nino", e che Valpreda sarebbe stato forse (deliberatamente o no) confuso, causa somiglianza fisica, con Sottosanti (detto "Nino il fascista", negli ambienti anarchici) o forse con Pierluigi Concutelli, terrorista di Ordine Nuovo e vicino ai neofascisti Franco Freda e Giovanni Ventura; alcuni estremisti avrebbero confermato, compreso Freda, parlando con un compagno di cella della presenza sul taxi di un sosia di Valpreda, forse Sottosanti. Durante un processo, Freda ammise che «è possibile che, in carcere, io abbia detto che su quel taxi poteva esserci una persona diversa da Valpreda». Questo fece pensare che non fu un errore di riconoscimento ma un deliberato tentativo di incastrare Valpreda in quanto anarchico. Secondo il "pentito" neofascista Carlo Digilio, fu invece Delfo Zorzi, poi assolto, l'esecutore materiale principale della strage.
Questa prassi di infiltrazione e false flag era comune nella strategia della tensione, e si verificherà anche nel 1973, con la strage della Questura di Milano, compiuta dall'informatore dei servizi segreti Gianfranco Bertoli, che però si autoproclamò individualista stirneriano (posizione da lui mantenuta negli anni) dopo l'arresto, ma che sarà difatti sconfessato anche lui da Digilio e da altre testimonianze.

#### Il processo e l'assoluzione

Pietro Valpreda intervistato durante una puntata del programma televisivo Mixer, 1981

Valpreda rimase nel carcere di Regina Coeli per più di 3 anni (esattamente 1110 giorni, con l'eccezione di 10 giorni presso il Policlinico di Roma nel gennaio 1972, per motivi di salute e sotto la scorta di 100 agenti armati), fino al 29 dicembre 1972, quando, insieme ai suoi compagni, fu rimesso in libertà provvisoria per decorrenza dei termini di durata delle misure cautelari. La scarcerazione di Valpreda fu possibile grazie a una legge ad personam, la cosiddetta legge Valpreda (legge n. 773 del 15 dicembre 1972) che introdusse limiti alle misure cautelari anche nei casi di reati gravissimi (tra cui la strage), in contrasto con la norma precedentemente in vigore, secondo la quale un imputato per reati gravissimi non poteva essere scarcerato prima della sentenza di assoluzione.. Anche al fine di ottenere la sua scarcerazione grazie all'immunità parlamentare sancita dall'articolo 68 della Costituzione, nelle elezioni politiche del 1972 il manifesto lo presentò capolista alla Camera nella circoscrizione di Roma; Valpreda ottenne 11.605 preferenze, ma, pur con circa 32.000 voti, la lista non raggiunse il quorum.
Nel 1979 la Corte d'assise di Catanzaro condannò Valpreda e Merlino a 4 anni e 6 mesi anni di reclusione, solo per il reato di associazione sovversiva mentre, tra gli altri imputati, i neofascisti Freda e Ventura con l'agente segreto Guido Giannettini ebbero l'ergastolo con l'accusa di strage; nel 1981, con la formula dell'insufficienza di prove, sia Valpreda che Freda, Giannettini e Ventura e tutti gli imputati vennero assolti. Dopo il lungo iter giudiziario (annullamento in Cassazione, assoluzione in appello), la prima sezione della Cassazione presieduta da Corrado Carnevale, pose fine al procedimento dopo 18 anni, confermando nel 1987 l'assoluzione per Valpreda (su richiesta del procuratore generale) e per gli altri indagati. Venne riconosciuta, nel frattempo, anche l'innocenza del deceduto Pinelli. Durante il secondo processo d'appello il sostituto procuratore generale chiese per Valpreda l'assoluzione con formula piena, ma i giudici lo assolsero per insufficienza di prove.
In anni successivi verrà affermata l'effettiva colpevolezza dei neofascisti di Ordine Nuovo nella strage, ma nessuno di loro scontò la pena causa prescrizione e collaborazione (Carlo Digilio), o precedente assoluzione definitiva (Freda e Ventura) che rendeva impossibile la condanna. Tutti gli altri (Delfo Zorzi, Carlo Maria Maggi, Guido Giannettini, Mario Merlino, ecc.) vennero assolti o risultarono estranei. Il sosia di Valpreda, Nino Sottosanti, venne indagato ma mai processato e condannato; morì nel 2004.
Uscito di prigione, Valpreda sposò il 25 aprile 1973 la giovane Laura Reggi, e a fine anno ebbe il figlio Tupac Libero Emiliano. Continua la militanza anarchica, appassionandosi alle tematiche del localismo e del federalismo, avvicinandosi negli ultimi suoi anni di vita alla Lega Nord, vende libri per Einaudi ed apre un locale.

### Valpreda scrittore

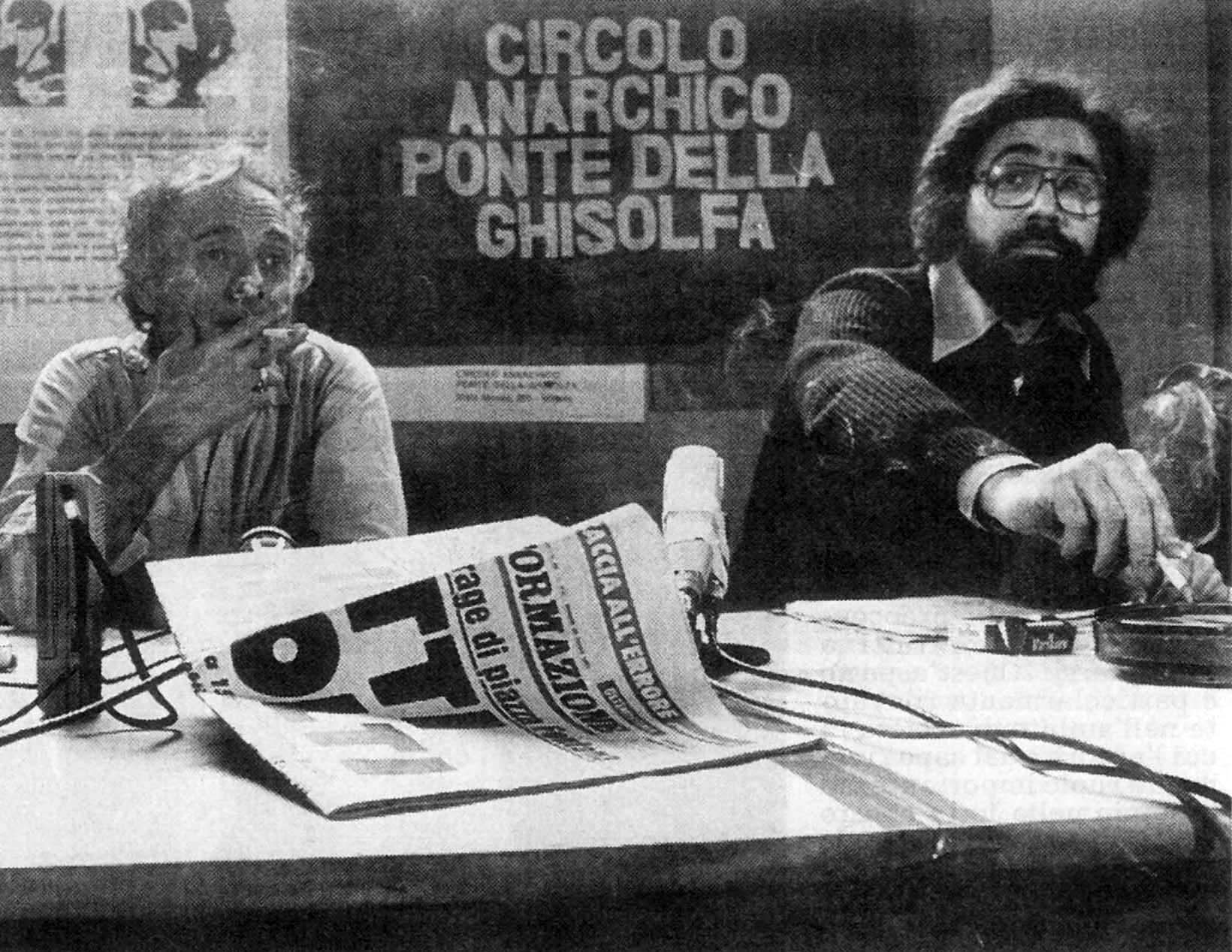
Valpreda (a sinistra) e Luciano Lanza al circolo Ponte della Ghisolfa

Valpreda scrisse in carcere molte poesie e un diario che verranno pubblicati negli anni '70, assieme all'epistolario.
Nei primi anni 2000, collaborò con Piero Colaprico alla scrittura dei primi tre romanzi aventi come protagonista il maresciallo Binda, un investigatore onesto e sempre dalla parte delle vittime: Quattro gocce di acqua piovana, La nevicata dell'85 e La primavera dei maimorti. Il quarto libro, L'estate del mundial, è stato scritto quasi interamente da Colaprico, a causa della morte di Valpreda. La serie è poi proseguita con un quinto libro. Valpreda contribuì alla realistica descrizione di luoghi come i bassifondi milanesi in cui Binda si muove con i suoi informatori, del carcere di San Vittore, dei circoli anarchici e di periodi storici come la contestazione studentesca.

### La morte
Valpreda dopo l'aggravarsi della malattia, un tumore che lo aveva colpito da parecchio tempo, morì all'età di 69 anni, assistito nella propria abitazione. I funerali si svolsero due giorni dopo il decesso al Circolo anarchico Ponte della Ghisolfa, in una giornata torrida, afosa di piena estate, e la salma, come storicamente d'uso fra gli anarchici, fu cremata. Le ceneri di Pietro Valpreda sono al cimitero monumentale di Milano, nell'Ossario centrale.

## Nella cultura di massa
- Valpreda è citato nel canto La ballata del Pinelli, scritto da alcuni militanti anarchici e cantato da Pino Masi e altri, e rielaborato e reinterpretato da Joe Fallisi; è citato anche nell'ultima strofa di una versione alternativa del canto Povero Pinelli
- Valpreda è citato nella canzone Mio cuggino di Elio e le Storie Tese
- Il personaggio di Valpreda compare nel film Romanzo di una strage (2012) di Marco Tullio Giordana, interpretato da Stefano Scandaletti, e nell'episodio Il commissario, parte della miniserie televisiva della RAI Gli anni spezzati (2014)
- Valpreda e la storia del Circolo anarchico 22 marzo sono raccontati nel film documentario 12/12 - Piazza Fontana (2019) di Matteo Bennati e Maurizio Scarcella
- Valpreda è citato nella canzone Una A sulla maglietta degli Skruigners
- Pietro Valpreda è il soggetto della canzone Valpreda è innocente di Franco Trincale
- Pietro Valpreda è citato nella canzone di Gué Pequeno Zona Uno Anthem
- Valpreda compare nei panni di se stesso nel film Faccia di spia diretto da Giuseppe Ferrara sebbene tutte le scene con lui presente, per un totale di circa 15 minuti, sono state rimosse dalla versione attualmente circolante. Compare, però, nel trailer inserito come extra nel dvd.

## Opere
- Lettere dal "carcere del sistema", Roma, Napoleone, 1972.
- Poesie dal carcere. Versi d'amore e di rabbia di un uomo che accusa, Roma, Napoleone, 1972.
- È lui. Diario dalla galera, Milano, Rizzoli, 1974.
- Tre giorni a luglio (Tri dii a lui), Milano, edizioni Ponte della Ghisolfa, 1997
- con Piero Colaprico:
  - Quattro gocce d'acqua piovana, Milano, Tropea, 2001. ISBN 88-438-0253-4.
  - La nevicata dell'85, Milano, Tropea, 2001. ISBN 88-438-0309-3.
  - La primavera dei maimorti, Milano, Tropea, 2002. ISBN 88-438-0385-9.
  - Le indagini del maresciallo Binda, Milano, Rizzoli, 2008. ISBN 978-88-17-02170-8. [Contiene: Quattro gocce d'acqua piovana; La nevicata dell'85; La primavera dei maimorti]